# 수정궁

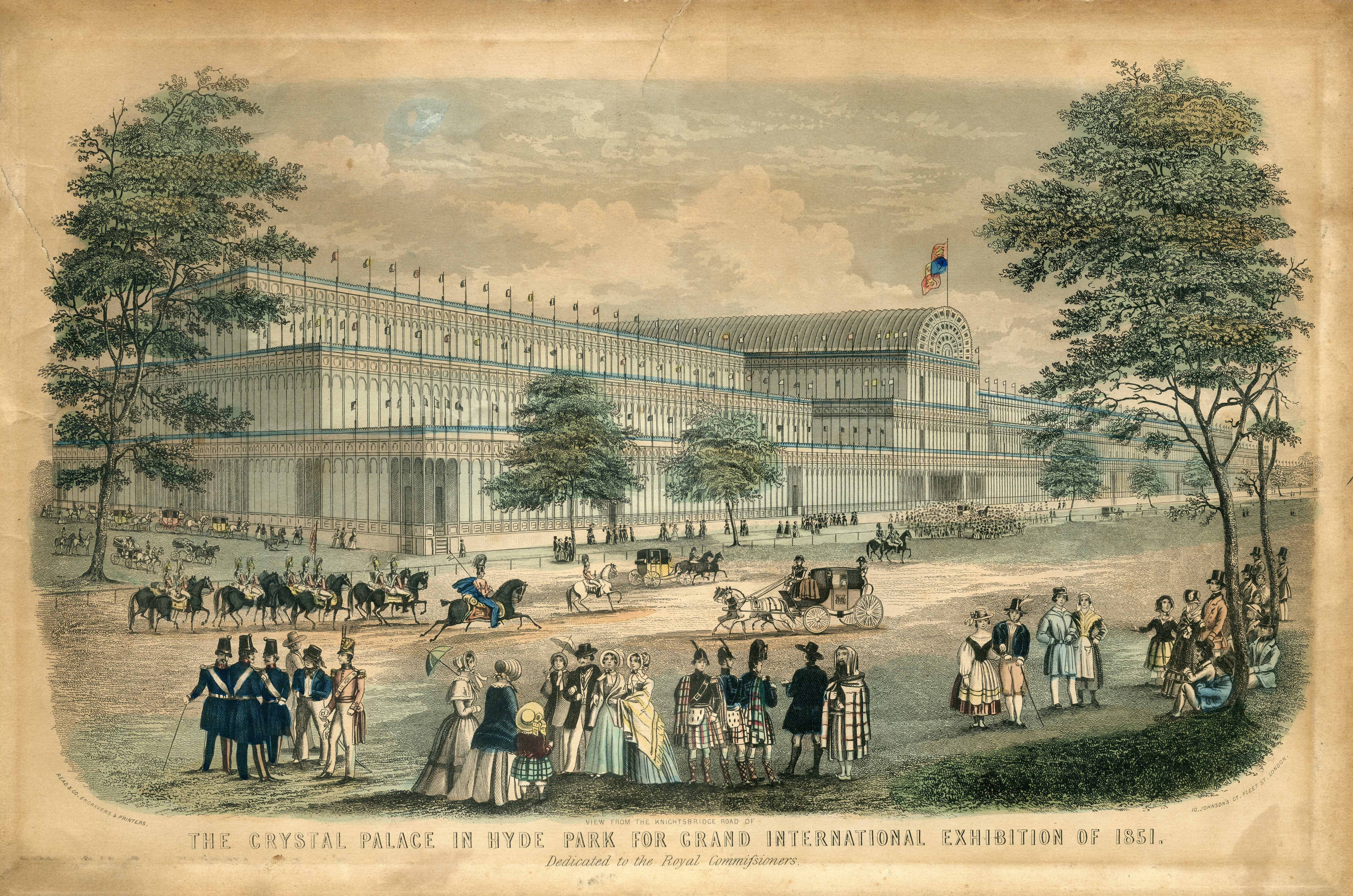
1851년 만국박람회 하이드 파크 수정궁

수정궁(水晶宮) 또는 크리스털 팰리스(영어: The Crystal Palace)는 영국 런던에서 열린 1851년 만국 박람회를 열기 위해 지은 철과 유리로 된 거대한 모듈식 건물이다. 벽과 지붕이 유리로 만들어졌으며, 주철의 기둥이 건물을 지탱했다. 조셉 팩스턴 경(Sir Joseph_Paxton, 1801~1865)이 설계했다. 길이가 최대 564m, 내부 높이 39m로 축구장 18개를 더한 크기에 달했다. 1936년 11월 30일 화재로 소실되었다.

## 건축사적 의미
19세기 초에 철과 유리 구조로 된 온실 설계는 주로 시장 건물과 기차 역사를 지을 때 사용되는 방법이었다. 수정궁을 특징짓는 광대한 규모, 철과 유리를 제외한 어떤 재료도 전혀 쓰지 않았다는 점, 그리고 7m 짜리 격자를 기본 단위로 하여 전체를 구성한 조립식 구성은 온실 설계의 특성에서 비롯된 것이다. 1832년 챈스 형제에 의해 영국에 판유리(sheet glass) 제작 방식이 도입되면서 저렴하지만 강한 유리판을 제작할 수 있게 되었는데 이를 적극 활용한 수정궁은 당시 영국에서 가장 넓은 유리 면적을 가진 건축물이었고, 내부 조명이 필요 없는 깨끗한 벽과 천장은 관람객들을 놀라게 했다.
팩스턴의 모듈러형 계층 디자인은 그 이전의 건물이 따라올 수 없는 실용적인 이점을 제공하는 혁신적인 기술이었으며 이를 통해 만들어진 수정궁은 당시의 영국이 만국박람회를 통해 보여주고자 했던 혁신 정신과 산업의 힘을 성공적으로 구현한 건축물이었다. 수정궁의 건축사적 의의는 특정한 형태의 문제가 아닌 계획, 조립과 운송, 건설과 해체를 아우르는 종합적인 시스템에 있다고 볼 수 있다.

## 첫번째 수정궁 (하이드 파크)

### 개념

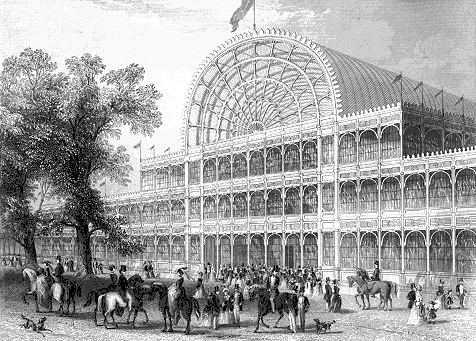
첫번째 수정궁의 트랜셉트 파사드

만국 박람회 집행위원회는 1850년 3월, 박람회장 건축물 공모전을 개최하였다. 박람회 개최 예정일인 1851년 5월 1일에 맞출 수 있도록 단시간 안에 단순하며 경제적으로 지을 수 있는 점이 중요했다. 위원회는 3주 동안 호주, 네덜란드, 벨기에, 하노버, 스위스, 브런즈윅, 함부르크, 프랑스에서 온 38개의 국제 제출물을 포함해 245개의 출품작을 받았다. 공모전을 통해 두 개의 디자인을 선정했지만, 집행위원회는 최종적으로는 모두 거절했다.

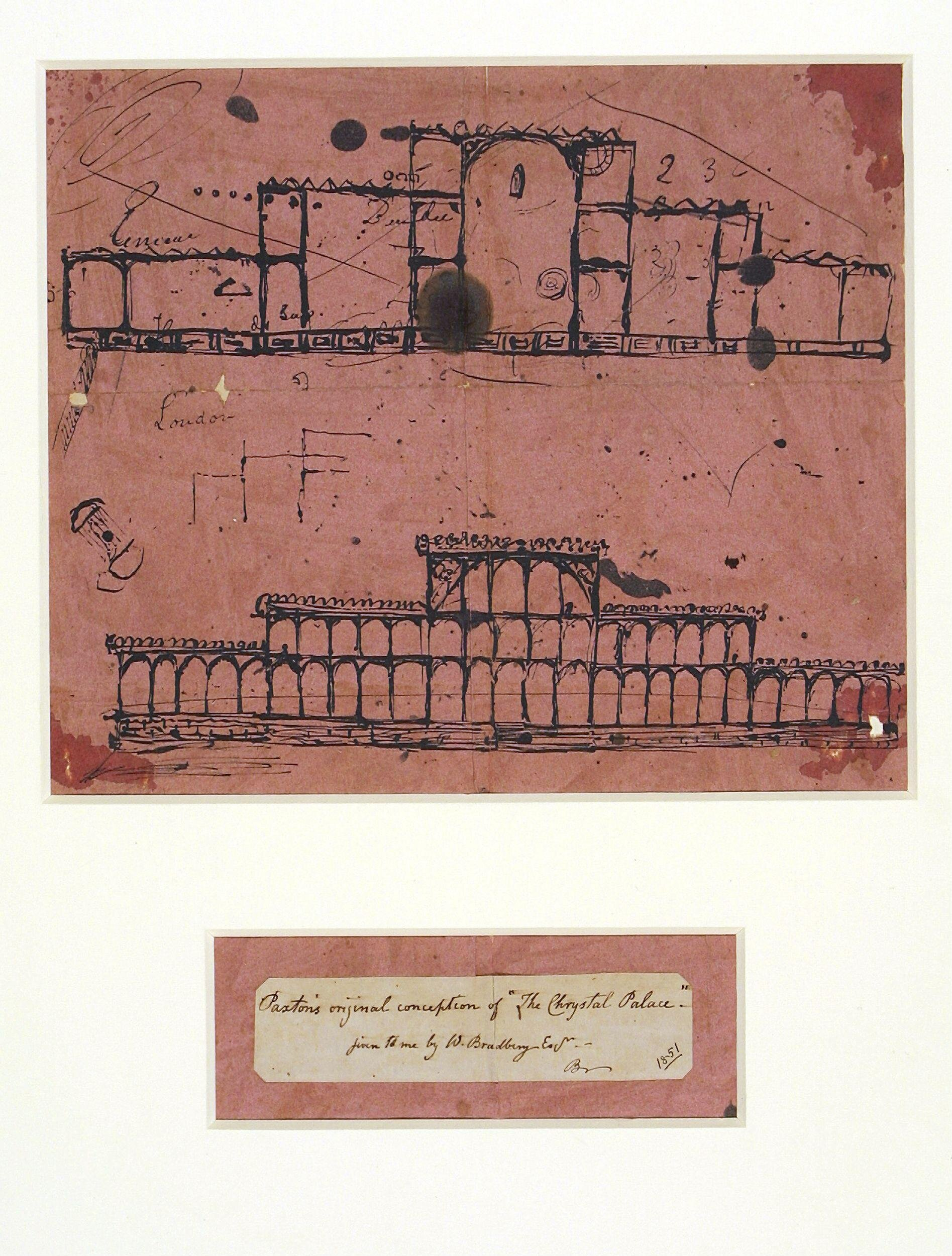
팩스턴이 펜과 잉크를 그린 만국박람회 최초의 스케치

이때 유명한 정원사 조셉 팩스턴이 이 프로젝트에 관심을 갖게 되었다. 당시 팩스턴은 데본셔 공작(Duke of Devonshire)의 의뢰로 만든 채스워스 하우스(Chatsworth House)의 온실 설계로 유명했다.

### 디자인

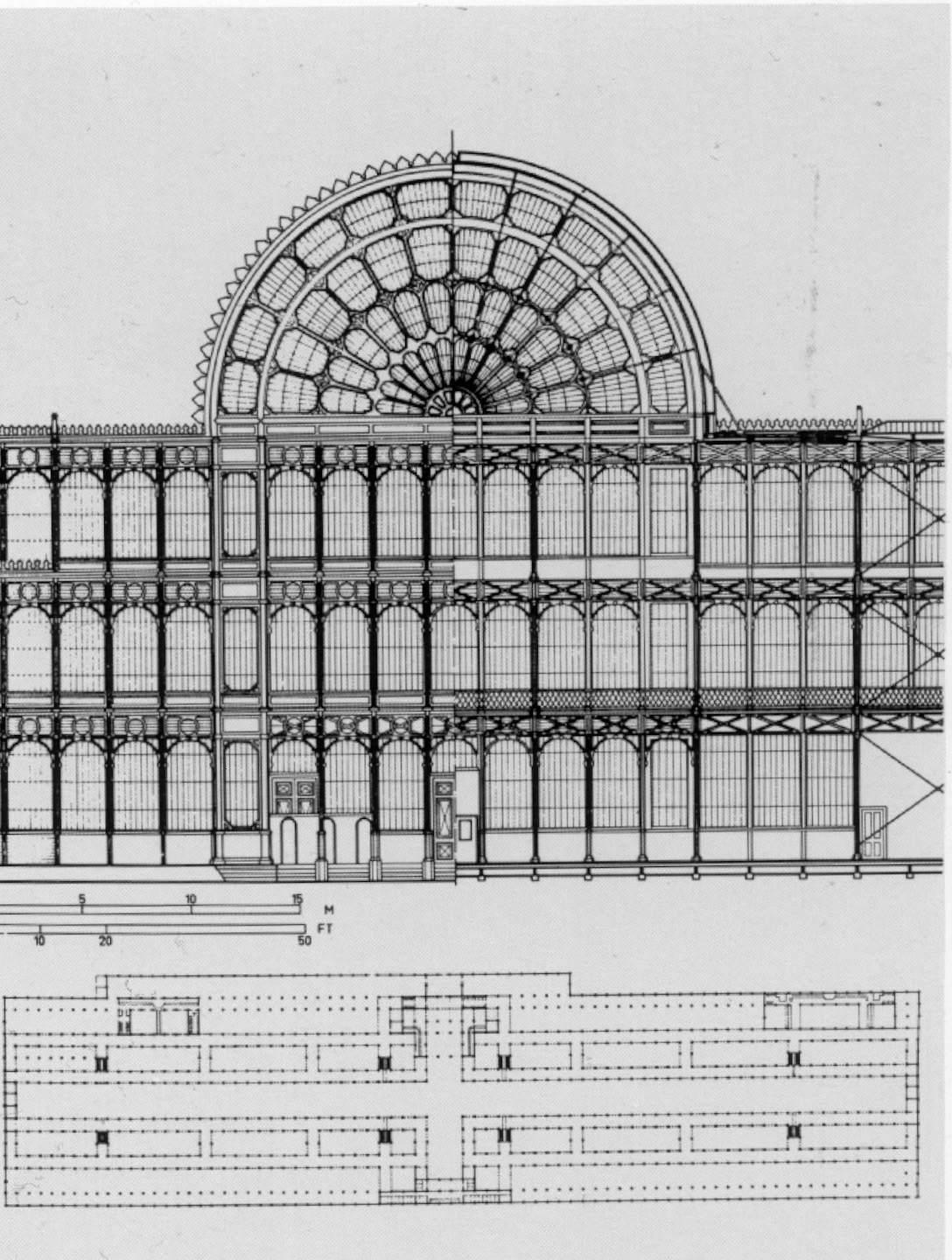
크리스탈 팰리스의 전면(좌)과 후면(우) 부분 입면도

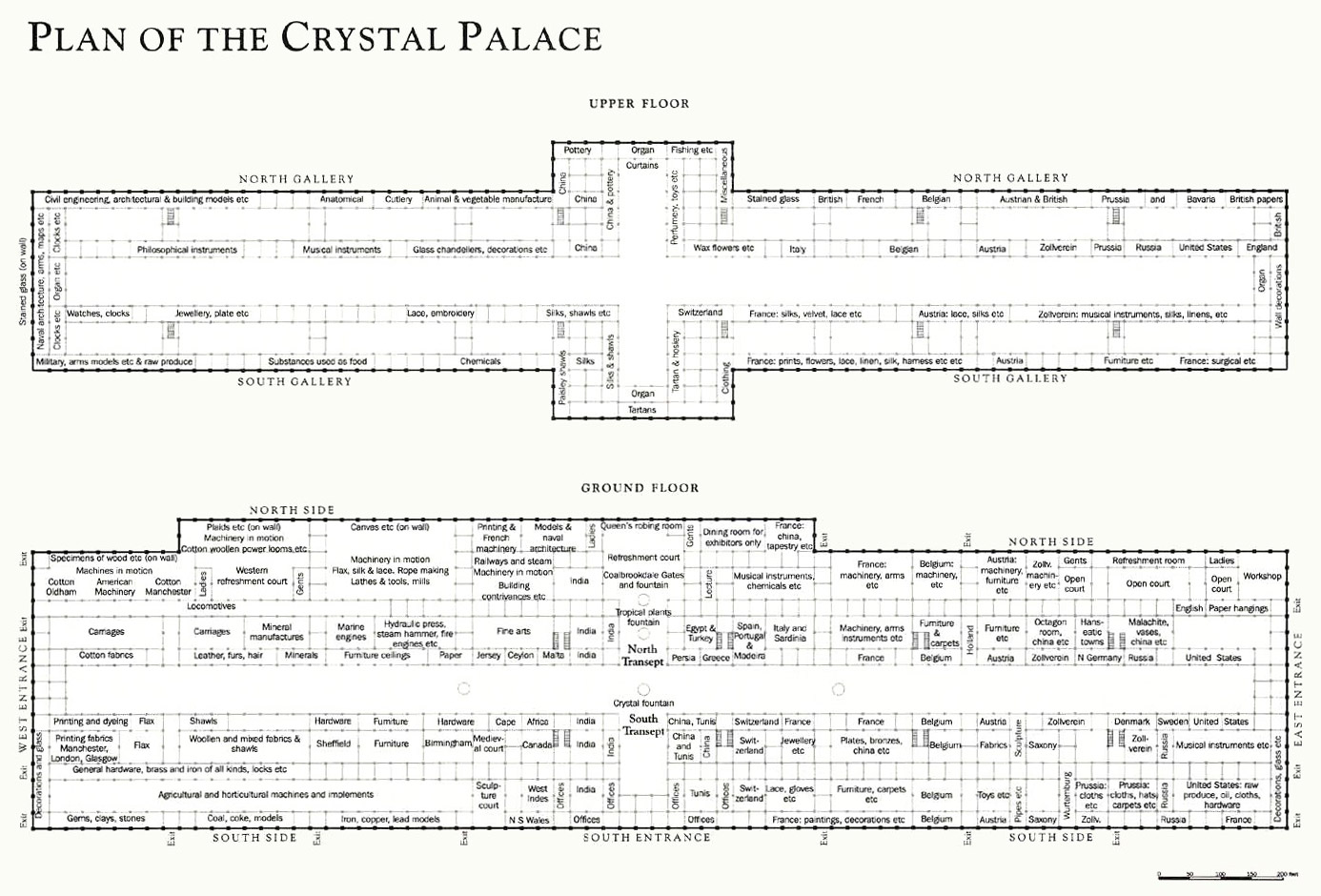
수정궁 도면

수정궁의 기하학적 구조는 당시의 제조 기술상의 한계에서 비롯된 것이다. 유리 공급업체인 챈스 형제가 만든 폭 25cm, 길이 120cm 크기의 유리판(당시 생산 가능한 최대 크기)은 건물 전체의 기준이 되었고, 거의 모든 외벽에 수백만 개의 동일한 유리를 사용함으로써 생산 비용과 설치 시간을 대폭 줄일 수 있었다.

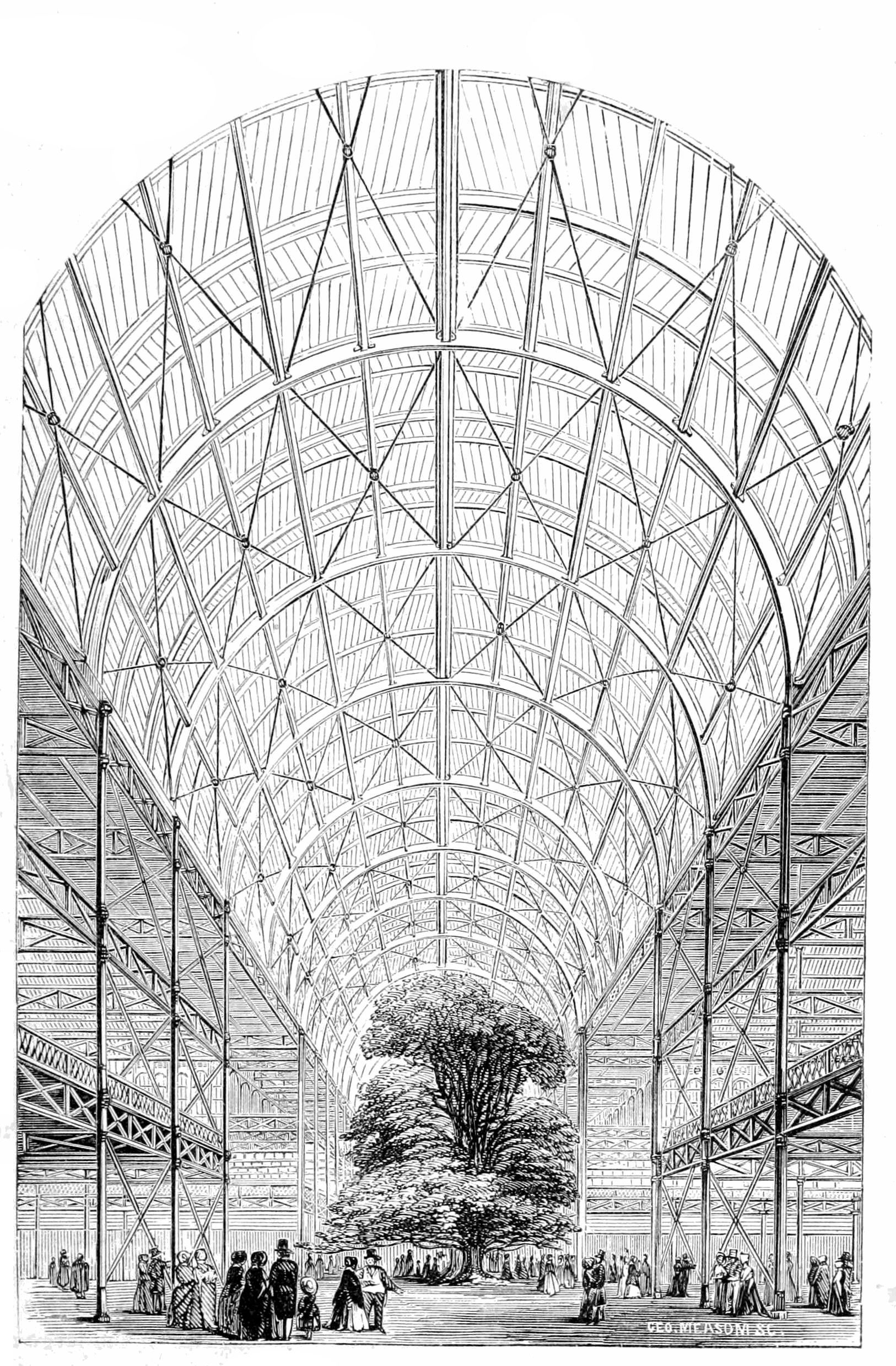
트랜셉트 내부의 모습

수정궁은 기본적으로 넓고 평평한 지붕의 직사각형 홀이며, 중앙의 아치형 트랜셉트(높이 51m, 너비 22m인 부분)을 제외하고는 건물의 대부분은 평면 지붕이다. 평면 지붕은 폭우가 내릴 경우 안전에 심각한 위험이 발생할 수 있다는 문제점이 있었는데 팩스턴은 이를 물이 효과적으로 배수되도록 설계된 두렁과 이랑(ridge-and-furrow) 지붕 시스템으로 해결했다. 빗물은 각진 지붕 유리에서 '고랑'의 바닥에 있는 각 지붕 길이의 부분을 따라 U자형 목재 통로(관)으로 흘러나왔다. 평면 부분과 트랜셉트 지붕이 결합된 형태와 '두렁과 이랑(ridge-and-furrow) 구조 지붕'은 팩스턴 디자인의 핵심 요소였다.

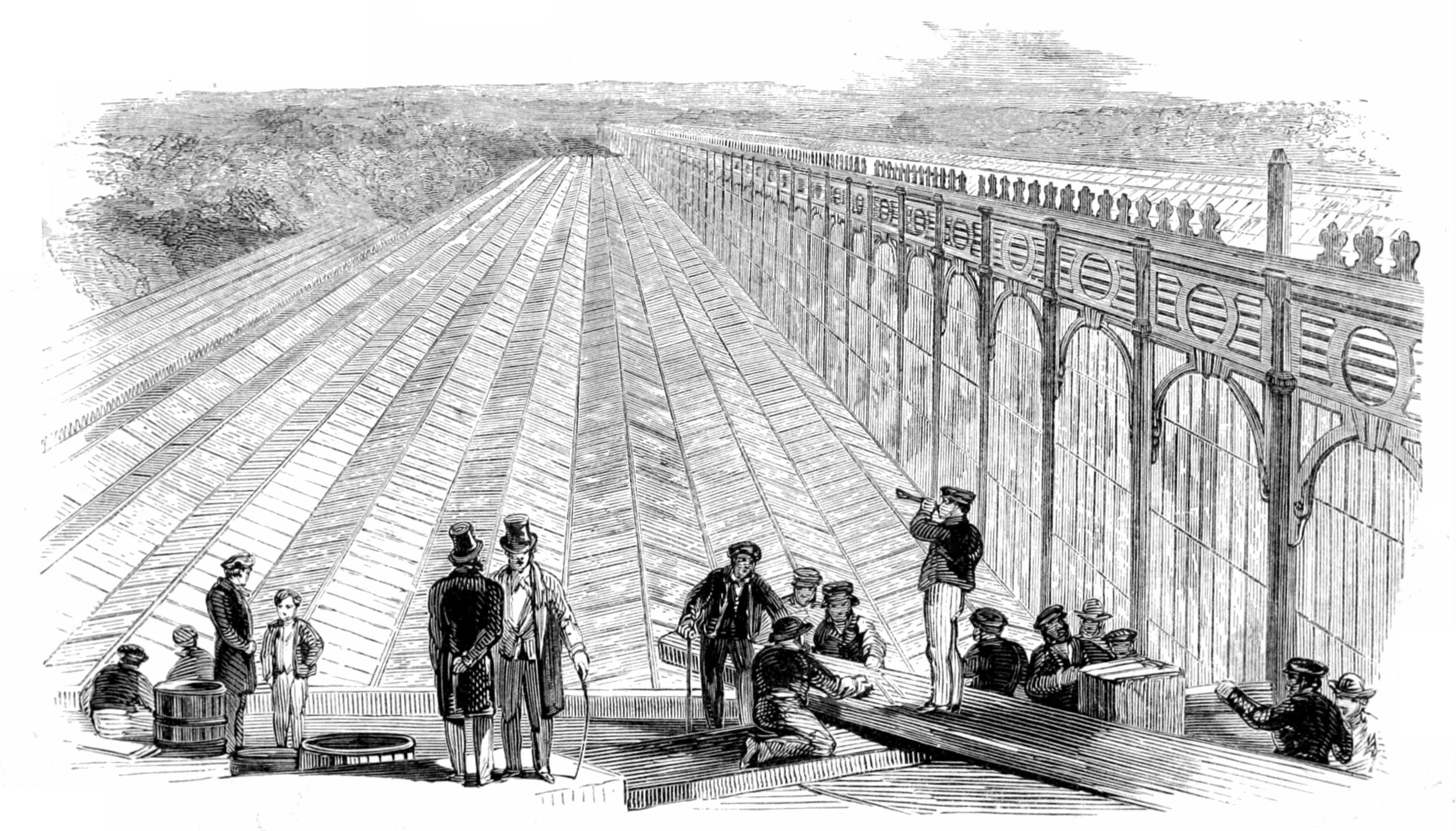
리드 플랫에서 바라본 유리 지붕

또한 지붕의 기본 유닛은 기다란 삼각기둥의 형태를 취했고, 이것은 지붕을 매우 가볍고 튼튼하게 만들었다. 이러한 삼각기둥 모듈에 그리드를 곱하면 구조가 사실상 무한정 확장될 수 있었다.

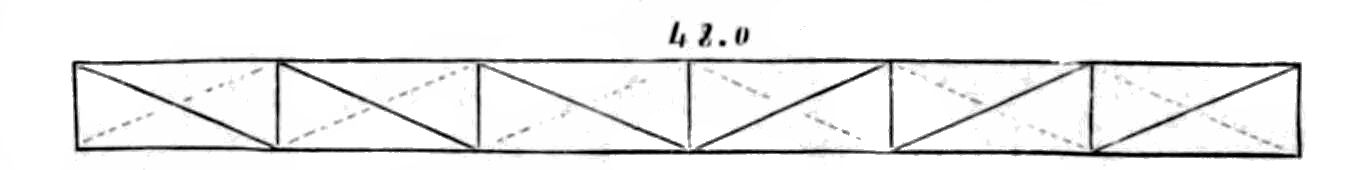
48피트 거더의 다이어그램

또다른 문제는 93,000제곱미터 면적의 유리 표면으로 인한 내부 환기와 태양열 누적이었다. 건물을 지면에서 약간 올리고 통풍 가능한 루버를 달아 공기를 순환시켰지만, 태양열 누적은 해결책을 찾지 못해 임시변통으로 지붕을 가리는 캔버스 차양을 설치했다. 이는 시스템에 통합된 부분으로 보기 어려웠다.

### 건설

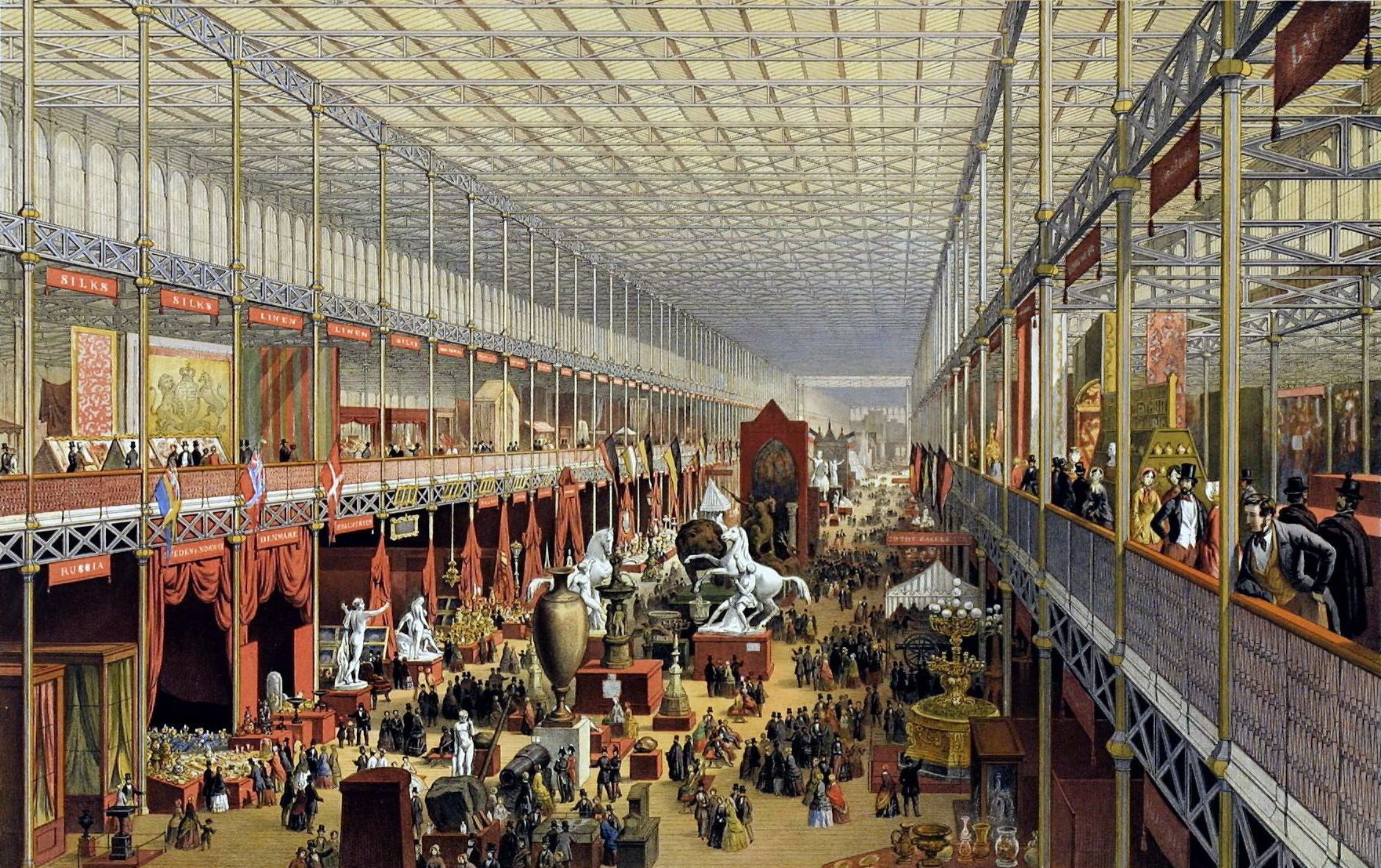
수정궁의 내부

팩스톤의 단순한 설계, 건축 도급업자와 공급업체의 효율성 덕분에 전체 구조물은 놀라운 속도로 조립되었다. 80명의 유리창 시공팀은 1주일 만에 18,000장 이상의 판유리를 수리할 수 있었고, 건물은 단 5개월 만에 완성되었다.

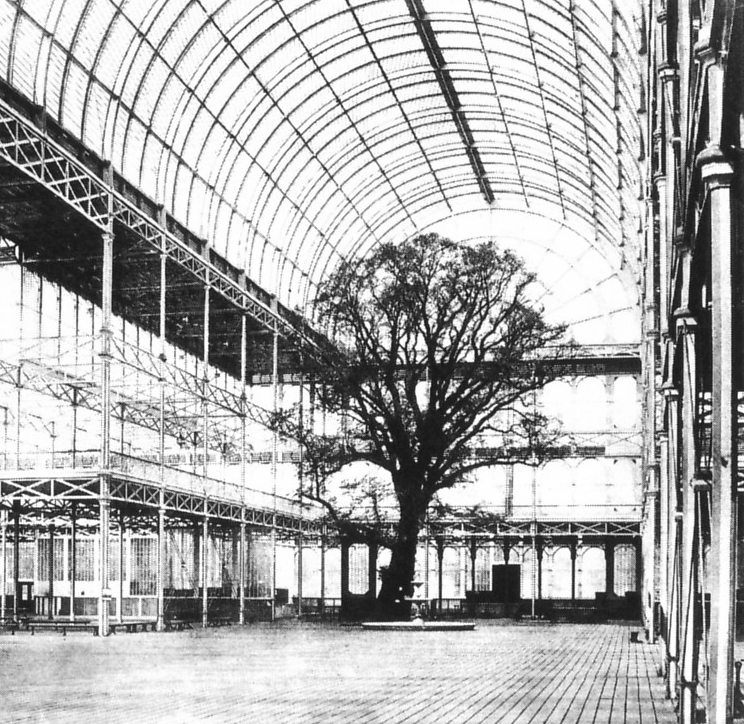
수정궁에 둘러싸인 나무

## 1851년 만국박람회

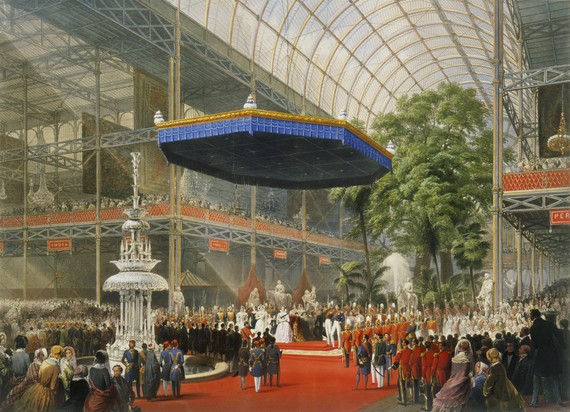
빅토리아 여왕은 1851년 런던 하이드 파크의 수정궁에서 대박람회를 열었다.

만국박람회는 세계 박람회의 첫 번째 문화 및 산업 전시회로 1851년 5월 1일 빅토리아 여왕에 의해 열렸다. 15,000명이 넘는 기부자가 10마일 이상을 따라 약 100,000개의 개체를 전시했다.

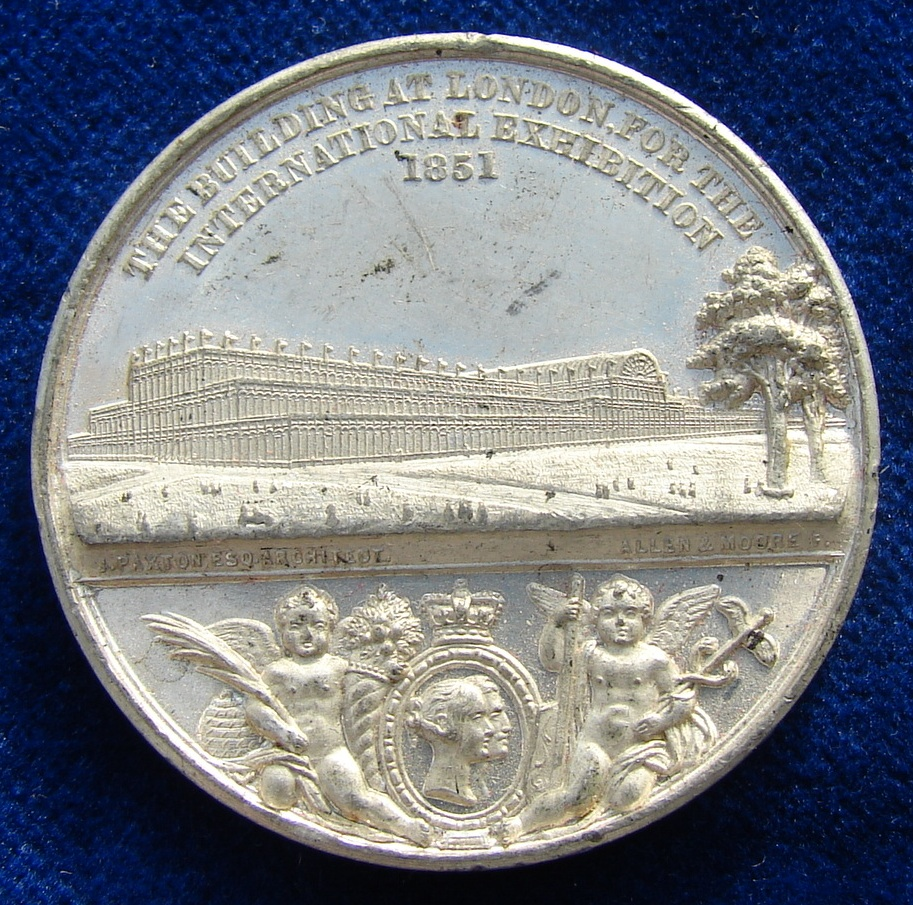
11851년 앨런 앤 무어의 런던 크리스탈 팰리스 메달, 앞면
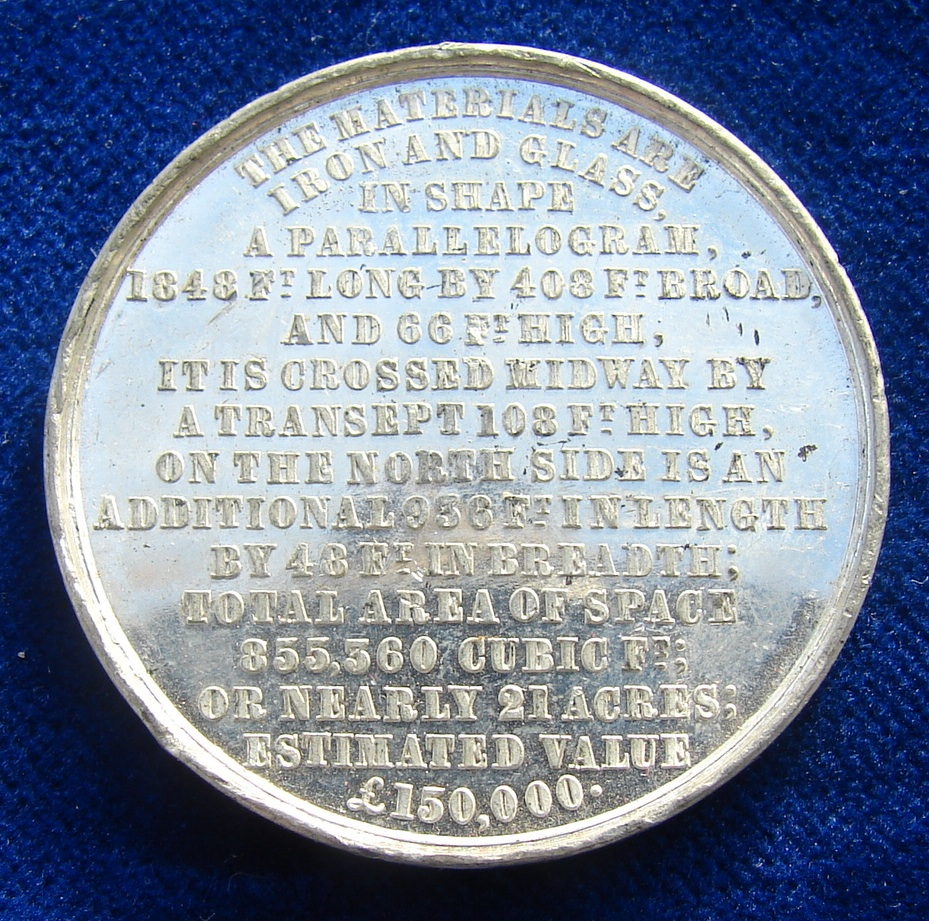
1851년 메달 런던의 크리스탈 팰리스(Allen & Moore), 뒷면

## 두번째 수정궁 (시든햄 힐)

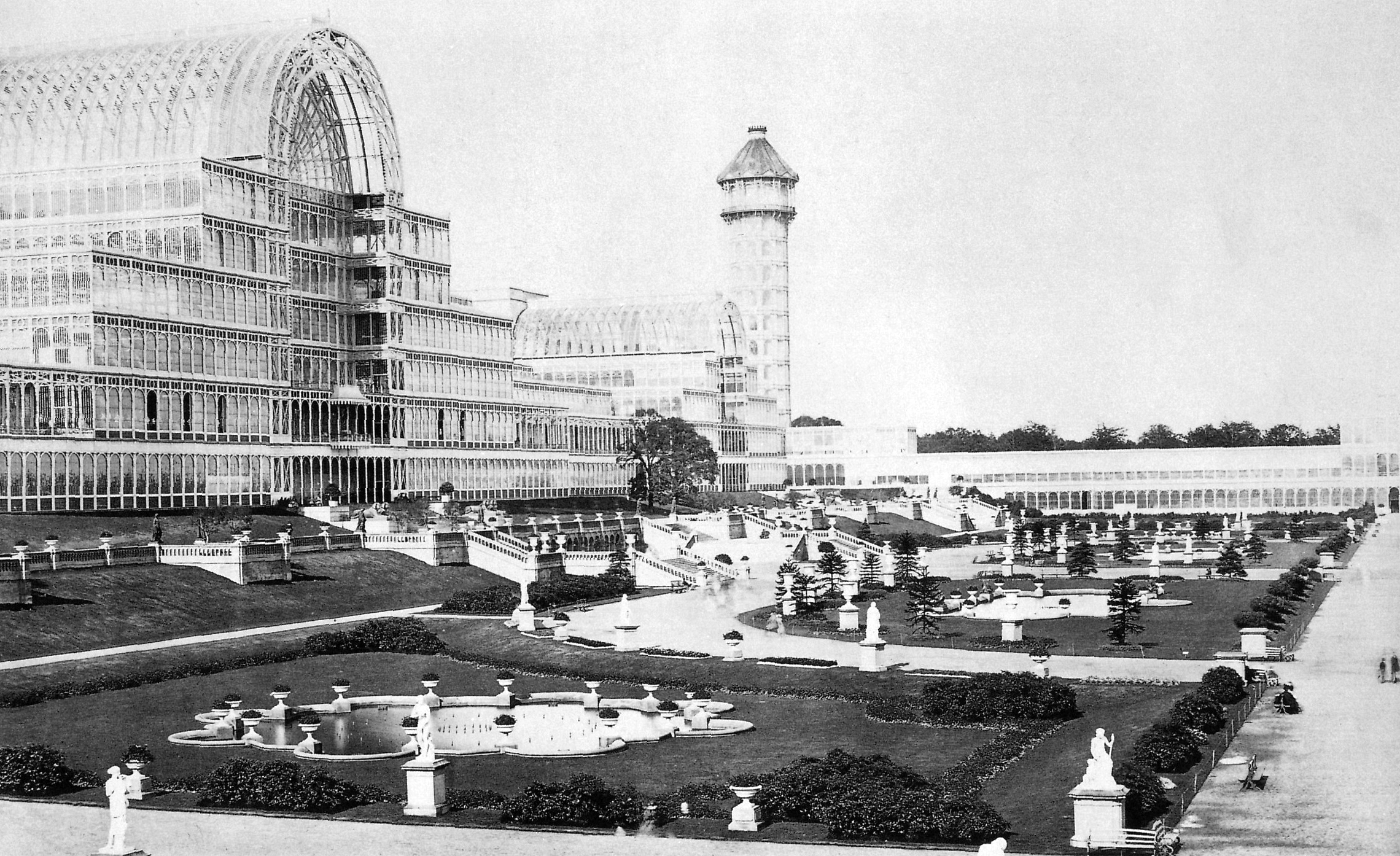
1854년 시드넘 힐로 이전된 수정궁

### 재배치 및 재설계
만국박람회의 수명은 6개월로 제한되었으며 수정궁 건물의 미래에 대한 논의 후, 시든햄 힐 꼭대기에 있는 퐁게 커먼(Penge Common )에서 제거되었던 펜지 플레이스(Penge Place)라는 사유지로 이전했다.

### 화재로 인한 파괴

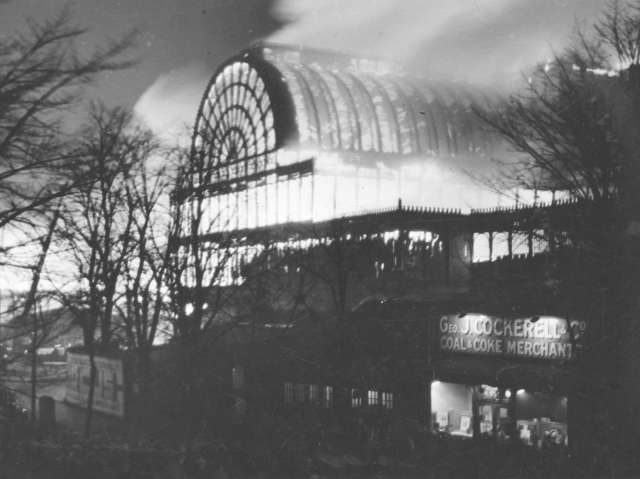
불타오르는 수정궁, 1936

1936년 11월 화재로 소실되었다.

## 기타

### 문화에 끼친 영향
1862년 원정 기간 동안 관광객으로 런던을 방문한 후, 도스토옙스키는 그의 여행기 "여름 인상에 관한 겨울 노트(Winter Notes on Summer Impressions)"와 "지하로부터의 수기(Notes from Underground)"에서 수정궁에 대해 언급했다.

### 에피소드
수정궁을 건설하는 부지에는 거대한 느릅나무가 있었는데 런던 사람들은 이를 잘라버리는 것을 바람직하지 않다고 생각했기 때문에 이를 뒤덮을 만한 우람한 공간이 필요했다.

## 같이 보기
- 가든스 바이 더 베이